# Semice
Semice är en ort i Tjeckien.   Den ligger i regionen Mellersta Böhmen, i den centrala delen av landet, 30 km öster om huvudstaden Prag. Semice ligger 179 meter över havet och antalet invånare är 934.
Terrängen runt Semice är platt. Runt Semice är det ganska tätbefolkat, med 58 invånare per kvadratkilometer. Närmaste större samhälle är Lysá nad Labem, 5,0 km nordväst om Semice. Trakten runt Semice består till största delen av jordbruksmark.